# Spišská Kapitula

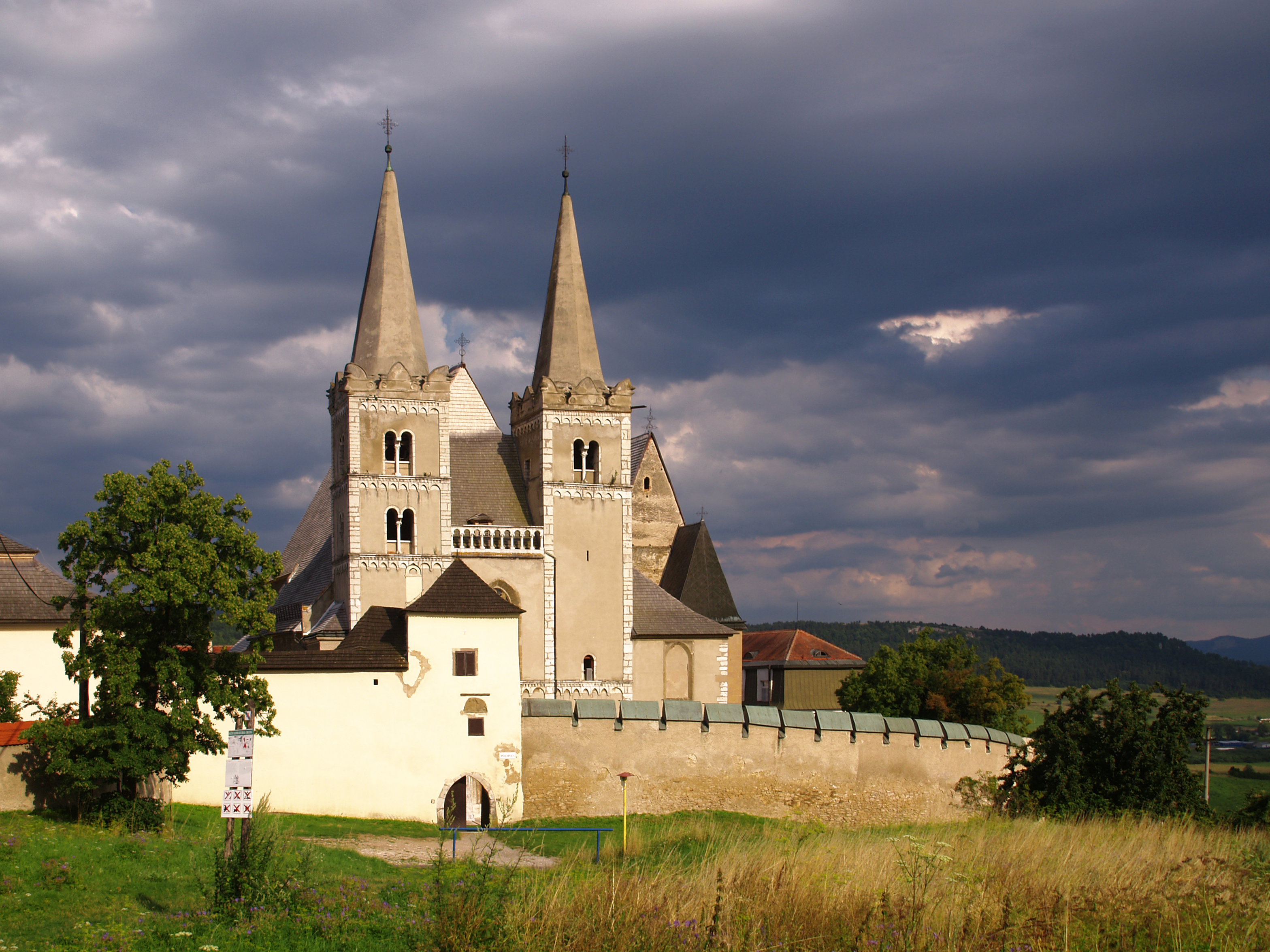
Kathedrale des Hl. Martin, Oberes Tor und ein Teil der Befestigung

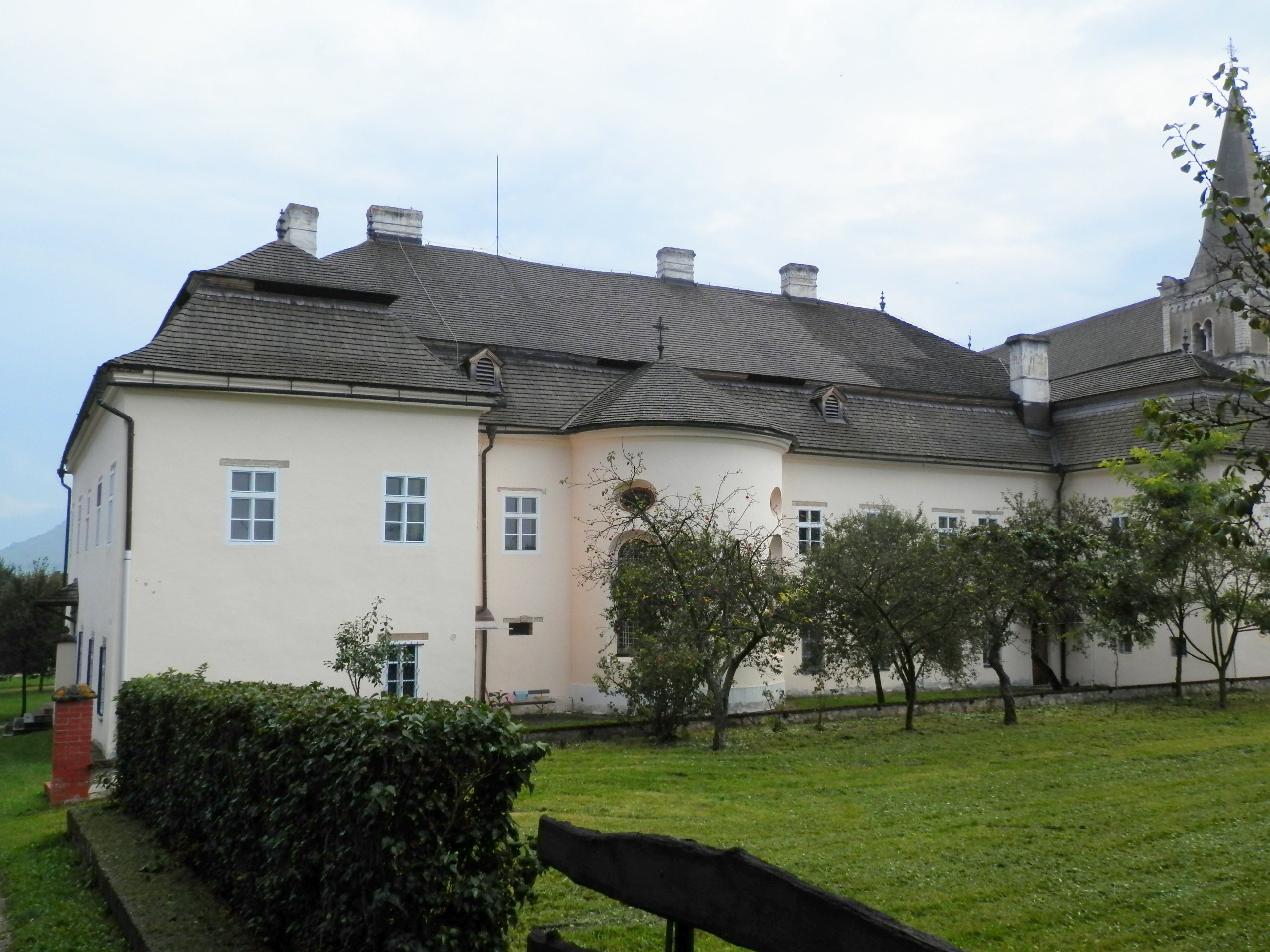
Bischöfliches Palais

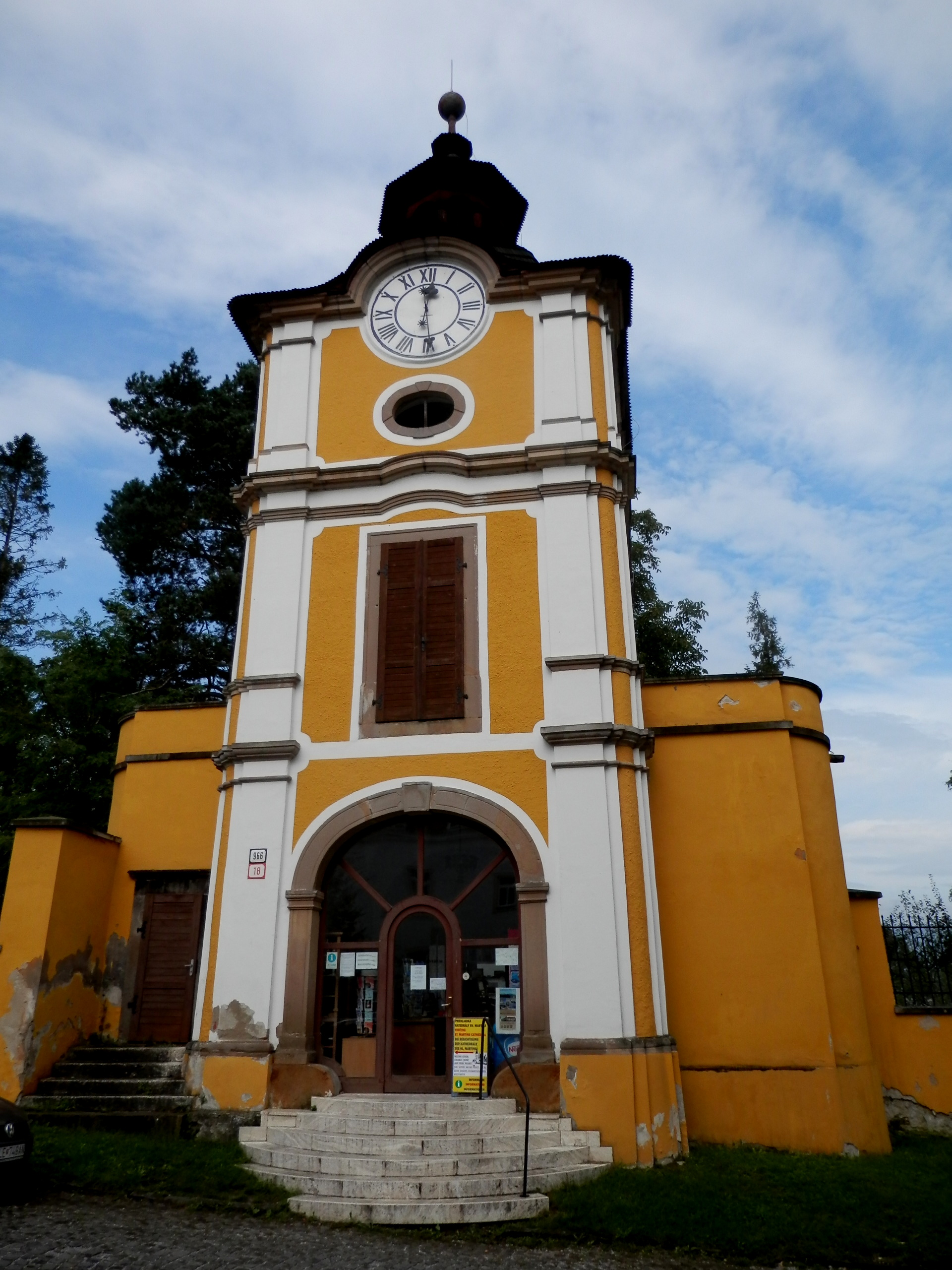
Uhrturm

Spišská Kapitula (bis 1927 slowakisch auch „Kapituľa“; deutsch Zipser Kapitel, ungarisch Szepeshely – bis 1888 Szepeskáptalan, lateinisch Capitulum Scepusiense) ist eine ehemalige Gemeinde und Kirchenstadt in der Ostslowakei, seit 1948 Teil der benachbarten Stadt Spišské Podhradie (deutsch Kirchdrauf). Sie ist Teil des UNESCO-Welterbes „Levoča, Zipser Burg und damit assoziierte Kulturmonumente“.
Der Ort erhebt sich westlich der eigentlichen Stadt Spišské Podhradie auf einem Rücken, der weiter westlich über den Berg Krížová hora (deutsch Kreuzberg) in den Travertinhügel Sivá Brada übergeht.
1198 wurde die Zipser Propstei zur Organisation des kirchlichen Lebens in der Zips gegründet. Die ersten Jahrhunderte waren durch andauernde Streitigkeiten mit dem Erzbistum Gran gekennzeichnet, bis 1458 der Papst Pius II. die alleinigen Herrschaftsstellungsrechte der Propstei über die Einwohner der Zips bestätigte und Sixtus IV. diese Rechte im Jahr 1472 noch erweiterte. Die Propstei wurde 1776 zum Bistum Zips. Das 1815 eröffnete Priesterseminar wurde 1950 zwangsaufgelöst und die Seminargebäude wurden zum Sitz der Polizei und des Polizeiarchivs. Nach der Samtenen Revolution im Jahr 1989 kehrte das Priesterseminar zurück, das heute der Katholischen Universität Ružomberok angeschlossen ist.
Das Herz der ehemaligen Stadt ist die Kathedrale des Hl. Martin. Sie ist Kathedralkirche des Bistums Zips und entstand zwischen 1245 und 1273 als dreischiffige Basilika mit zwei romanischen Türmen. Zwischen 1493 und 1499 wurde die Zápolya-Grabkapelle bei der Kathedrale gebaut. Das ebenfalls mittelalterliche Bischöfliche Palais wurde im 13. Jahrhundert als Propst-Palais gebaut. An der Stelle, wo einst ein französischer Garten war, steht der 1739 erbaute barocke Uhrturm. Im östlichen Teil der Stadt stehen gotische Häuser der Kanoniker. Die Stadt wird von einer Befestigungsmauer mit Bastionen und Toren umschlossen. 